# Márk Tivadar
Márk Tivadar (Budapest, Józsefváros, 1908. május 11. – Budapest, 2003. szeptember 27.) magyar iparművész, Kossuth-díjas jelmeztervező, a Zeneművészeti Főiskola óraadó tanára volt opera-szakon, a Magyar Állami Operaház Mesterművésze és örökös tagja.

## Életpályája
Márk Lajos államvasúti hivatalnok és Ludvig Márta Emília fia. A Budapest-Fasori Evangélikus Gimnáziumban érettségizett. Felsőfokú tanulmányokat az Iparművészeti Iskola textiltervező tanszakán és a budapesti egyetem művészettörténet szakán folytatott. 1934-ben bekerült az Operaházhoz jelmeztervezőnek, egész aktív életét itt töltötte, tevékenysége teljesen összeforrt a színházi együttes munkájával. Jelmezeit ismerve más fővárosi színházak, köztük az Operettszínház, vidéki színházak, nagy szabadtéri színpadok, külföldi színházak is igényt  tartottak tevékenységére.
A Szegedi Szabadtéri Játékoknak évtizedekig hűséges jelmeztervezője volt, a nagy szabadtéri színpadra való tervezés új kihívásokat jelentett, Márk Tivadar ennek is megfelelt. Nagyobb tömeget lehetett és kellett öltöztetni, még nagyobb szerepet kapott a látvány, a szabad ég alatt a légmozgás is befolyásolta a ruhák suhogását. Tehetsége mellett páratlan szorgalma is segítette abban, hogy a megrendeléseknek eleget tudott tenni.
A balettjelmezek tervezését tartotta a legnehezebbnek, hiszen nem lehetett eltakarni a táncoló testet, ezért minél kevesebb ruhával kellett kifejezni a karaktert. Ebben a műnemben a jelmez nem gátolhatja a táncos mozgását, az ugrások ívét, a karok hajladozását, éppen ellenkezőleg, ki kell, hogy emelje azokat. A színpadi jelmezeken és díszleteken kívül filmjelmezeket is készített, sőt könyvek illusztrálásával  is foglalkozott.
A filmjelmez megint egy új kihívás volt számára, hiszen a filmeken naturalistának kell lenni, semmit nem lehet elnagyolni, mert a kamera bármit közel hoz, megmutat, a jelmezeken ott minden gombnak a helyén kell lennie. E követelménynek igyekezett megfelelni legjobb tudása szerint, számos rendező, köztük Kalmár László, Nádasdy Kálmán, Keleti Márton, Bán Frigyes, Marton Endre, Hintsch György, Szinetár Miklós szívesen hívta meg filmjeihez jelmeztervezőnek. Mintegy húsz film jelmeztervezője volt főleg az 1950-es és az 1960-as években.
1992-ben szervezte meg Turnai Tímea színháztörténész, az Országos Színháztörténeti Múzeum és Intézet (OSZMI) Szcenikai tárának vezetője Márk Tivadar első önálló kiállítását a Bajor Gizi Színészmúzeumban. A kiállításhoz nyomtatott katalógust adtak ki.

## Magánélete
Az Operaház volt az ő második otthona, nem nősült meg, testvérével, Márk Edittel, aki szintén az Operaház jelmez-részlegénél dolgozott, élt közös háztartásban.

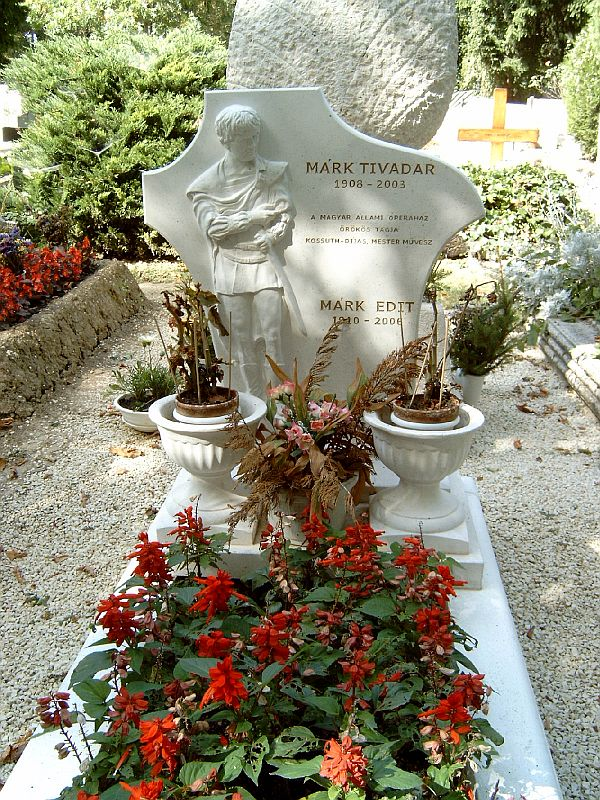
Sírja a Farkasréti temetőben (25-2-25). Alkotó: Jurányi Zoltán, 2007.

## Megvalósított színpadi jelmezterveiből[6]
A Színházi adattárban regisztrált bemutatóinak száma: 400.
|  |  |  |  | - Liliomfi (főiskolai diplomamunka) - Hovanscsina - Bohémélet - Bánk bán - Manon Lescaut - A trubadúr - Hoffmann meséi - A Rajna kincse - Petruska - Igor herceg - János vitéz - Turandot - Pillangókisasszony | - Vérnász - Don Carlos - Spartacus - Pomádé király - Don Juan - Aida - Don Pasquale - Bahcsiszeráji szökőkút - Térzene - Sylvia - A csodálatos mandarin - Coppélia |

## Fővárosi Operettszínház
- Kemény Egon – Tabi László – Erdődy János: „Valahol Délen”. Nagyoperett 3 felvonásban Bemutató: Fővárosi Operettszínház (ma: Budapesti Operettszínház) 1956. március 30. Történik a második világháború utáni években. Színhely: Venezuela, Caracas. Főszereplők: Petress Zsuzsa, Mezey Mária, Sennyei Vera, Gaál Éva, Borvető János, Homm Pál, Rátonyi Róbert, Peti Sándor. Rendező: Dr. Székely György. Karmester: Bródy Tamás. Díszlet: Fülöp Zoltán Kossuth-díjas. Jelmez: Márk Tivadar Kossuth-díjas. Koreográfia: Roboz Ágnes.

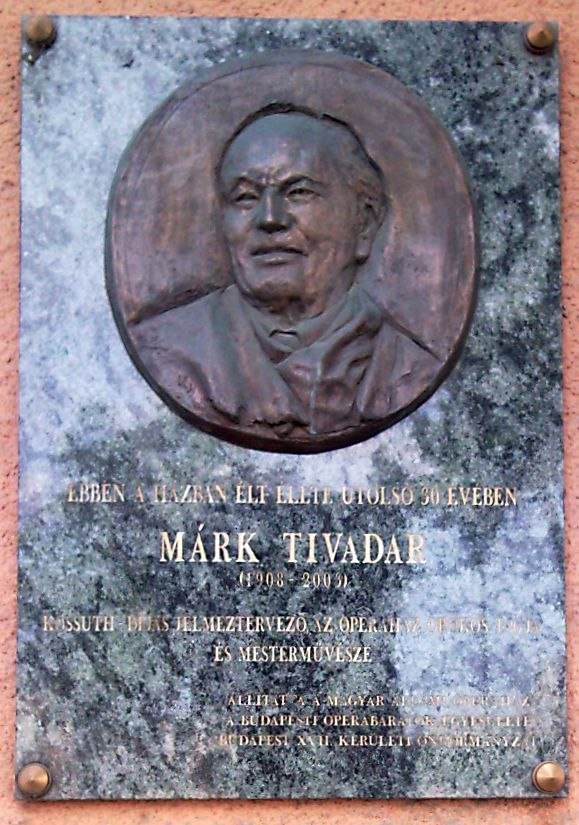
Márk Tivadar domborműves emléktáblája. Budapest I. kerület, Fő utca 25/a.

## Jelmeztervei filmekhez
|  |  |  |  | - 1942, Fráter Lóránd, r.: Kalmár László; - 1949, Ludas Matyi, r.: Nádasdy Kálmán és Ranódy László; - 1951, Déryné, r.: Kalmár László; - 1951 Föltámadott a tenger, r.: Nádasdy Kálmán; - 1954, Fel a fejjel, r.: Keleti Márton; - 1954, Hintónjáró szerelem, r.: Ranódy László; - 1956, Gábor diák, r.: Kalmár László; - 1957, A csodacsatár, r.: Keleti Márton; - 1958, Gerolsteini kaland, r.: Farkas Zoltán; - 1957, Don Juan utolsó kalandja, r.: Keleti Márton; | - 1959, Szegény gazdagok, r.: Bán Frigyes; - 1961, Napfény a jégen, r.: Bán Frigyes; - 1961, Katonazene, r.: Marton Endre, Hintsch György; - 1964, Pacsirta, r.: Ranódy László; - 1965, Háry János, r.: Szinetár Miklós; - 1964, Rab Ráby r.: Hintsch György; - 1967, Nem várok holnapig, r.: Kormos Gyula; - 1970, Szerelmi álmok I-II., r.: Keleti Márton; - 1973, Csínom Palkó, r.: Keleti Márton, Mészáros Gyula; - 1980, Színes tintákról álmodom, r.: Ranódy László. |

## Díjak, elismerések (válogatás)
- Kossuth-díj (1952)
- Érdemes művész (1969)
- A Magyar Állami Operaház örökös tagja (1989)
- Rákosmente díszpolgára (2000)[9]
- A Magyar Állami Operaház Mesterművésze (2003)[10]